# پیچگو
پیچگو (به آلمانی: Pitschgau) یک منطقهٔ مسکونی در اتریش است که در دویچلندسبرگ واقع شده‌است. پیچگو ۱۲٫۱۹ کیلومتر مربع مساحت دارد ۳۵۵ متر بالاتر از سطح دریا واقع شده‌است.